# Капри, Юлий Антонович
Юлий Антонович Капри (фр. Jules Capri; 1831, Марсель — 7 декабря 1918) — российский пианист и композитор французского происхождения.
Окончил Марсельскую консерваторию как пианист. В 1859 г. был приглашён в Россию по указанию императрицы Александры Фёдоровны, слышавшей его выступление в Ницце. До 1881 г. занимался педагогической деятельностью, в том числе давал уроки музыки членам императорской фамилии, однако 1 марта 1881 г. при террористическом акте, приведшем к гибели императора Александра II, был ранен и вынужден был оставить преподавание. В дальнейшем полностью посвятил себя композиции.
Автор многочисленных салонных фортепианных пьес и романсов, среди которых наиболее известны «Встреча и разлука» («Я помню блаженные встречи…», слова Ланского), «Я любила его» (слова А. Кольцова), «Минувших дней очарованье» (слова В. Жуковского), "Люблю тебя" (слова неизвестного автора), а также военно-патриотическая песня «К оружию», написанная по случаю начала Русско-турецкой войны 1877—1878 годов. Опера Капри «Ленора» была поставлена в 1898 г. в Петербурге.
Скончался в Петрограде 7 декабря 1918 года.